# All of Us Strangers
All of Us Strangers (dt.: „All wir Fremden“) ist ein britisch-amerikanischer Spielfilm von Andrew Haigh aus dem Jahr 2023. Das phantastische Melodram, das Motive des Geisterfilms nutzt, basiert lose auf einem Roman des Japaners Taichi Yamada. Es erzählt von zwei Männern, die sich in einem anonymen Hochhaus in London kennen und lieben lernen. Die aufkeimende Beziehung wird durch Ängste und ein Kindheitstrauma des Älteren erschwert, wodurch er seinen Partner zu vernachlässigen beginnt. Indem er Begegnungen mit seinen verstorbenen Eltern imaginiert, gelingt es ihm allmählich, den Verlust zu verarbeiten. Die schwule Liebesgeschichte spiegelt in den Gesprächen der Figuren untereinander die gesellschaftlichen Veränderungen in der Akzeptanz von Homosexualität wider. Die Hauptrollen übernahmen Andrew Scott, Paul Mescal, Jamie Bell und Claire Foy.
Die Uraufführung fand Ende August 2023 im Rahmen des amerikanischen Filmfestivals von Telluride statt. Die internationale Filmkritik rezensierte das Werk als einen der besten Filme des Regisseurs und pries die Leistung des Schauspielensembles. Der Großteil der Kritiker sprach von einem der bewegendsten und intensivsten Liebesfilme des zeitgenössischen Kinos. All of Us Strangers wurde für zahlreiche Film- und Festivalpreise nominiert und gewann unter anderem den British Independent Film Award (2023) und London Critics’ Circle Film Award (2024) jeweils als bester britischer Film des Jahres. Ein regulärer Kinostart in Deutschland erfolgte Anfang Februar 2024.

## Handlung
London in der Gegenwart: Adam ist alleinstehend und verdient sein Geld mit Drehbüchern für Film- und Fernsehproduktionen. Der schwule Mann Mitte 40 lebt in einem modernen, aber fast leerstehenden Apartment-Hochhaus mit Blick auf die Skyline der britischen Hauptstadt. Als eines Nachts der Feueralarm ihn nach draußen auf die Straße zwingt, erblickt er einen Nachbarn, der eine Wohnung viele Stockwerke unter ihm bewohnt. Kurze Zeit später bittet der angetrunkene Harry mit einer Flasche japanischen Whiskeys in der Hand um Einlass bei Adam. Obwohl der attraktive Mann Ende 20 mit ihm flirtet, widersteht er dessen Avancen und schickt ihn fort.
Adam fasst den Entschluss, ein Drehbuch über seine Kindheit zu verfassen. Es soll im Jahr 1987 spielen, als er im Alter von zwölf Jahren seine Eltern durch einen Autounfall verlor. Daraufhin wuchs er bei seiner Großmutter in Irland auf. Adam hört alte Langspielplatten, stöbert in Fotoalben und findet ein Bild seines Elternhauses. Daraufhin fährt er in den Londoner Vorort Sanderstead, wo die Doppelhaushälfte immer noch steht. Scheinbar ziellos irrt er durch den Ort, bis er in einem Park einem jüngeren Mann mit Schnurrbart begegnet, dem er zu einem Spirituosengeschäft folgt. Der Mann stellt sich als Adams Vater heraus, der genauso aussieht wie kurz vor seinem Unfalltod. Er lädt ihn spontan zu sich und Adams Mutter in die Doppelhaushälfte ein. Das Wiedersehen mit den Eltern ist anfänglich scheu und dann sehr herzlich. Sie sind erfreut, Adam als Erwachsenen kennenzulernen und können ihr Glück kaum fassen. Auch sein Kinderzimmer mit Postern von den Pet Shop Boys und Frankie Goes to Hollywood ist unverändert.
Tatsächlich findet das Zusammentreffen in der Fantasie Adams als Autor statt. Er hatte sich seit dem Tod seiner Eltern das verlorene Familienleben ausgemalt. Später war die Einsamkeit einem Gefühl der unbändigen Angst (deutsche Synchronfassung: „Todesangst“) gewichen, das sich im Alter bei ihm verfestigt hatte. Adam beflügelt die Vorstellung seiner Eltern so sehr, dass er sie fortan wiederholt aufsucht und später auch mit ihnen Weihnachten feiert. Er berichtet Mutter und Vater davon, schwul zu sein und wie er unter dem Mobbing seiner Mitschüler gelitten hat. Während die Mutter überrascht ist, kann er ihre Vorurteile um Diskriminierung und AIDS zerstreuen. Der Vater, der die Homosexualität seines Sohnes bereits erahnt hatte, entschuldigt sich ebenso wie die Mutter dafür, nicht für ihn dagewesen zu sein.
Gleichzeitig kommt Adam mit Harry zusammen, obwohl beide über ein unterschiedliches Selbstverständnis verfügen. Dies zeigt sich unter anderem in der Interpretation der Begriffe „gay“ und „queer“. Beide Männer sind einsam und öffnen sich dem jeweils anderen. So hat Harry mit einer Außenseiterstellung in seiner sich tolerant gebenden Familie zu kämpfen. Er hört Adam zu, tröstet und kümmert sich um ihn, nachdem dieser in einem Club unter Einfluss von Ketamin zusammengebrochen ist. Als Adam von Harry zu seinen Eltern begleitet wird, finden sie das Haus dunkel und verlassen vor, woraufhin Adam, einem Nervenzusammenbruch nahe, eine Scheibe einschlägt. Dennoch scheinen sich Harry und Adams Eltern für einen kurzen Augenblick schemenhaft gegenseitig wahrzunehmen.
Kurze Zeit später besucht Adam wieder seine Eltern. Zum Wohle ihres Sohnes haben sie beschlossen, er solle auf zukünftige Besuche verzichten. Zum Abschied besuchen alle drei ein American Diner in einem Einkaufszentrum. Der Vater ist stolz auf ihn, während die Mutter an ihren Sohn appelliert, Harry eine Chance zu geben, ehe beide verblassen. Tatsächlich ist es nur Adam, der von der Kellnerin das geliebte „Family Special“ serviert bekommt. Als Adam anschließend das erste Mal Harrys Wohnung aufsucht, findet er dessen bereits stark verwesenden Leichnam zwischen Drogen und mit der in der ersten Begegnung gezeigten leeren Whiskeyflasche im Schlafzimmer. Im Nebenzimmer imaginiert er Harry, der gesteht, er habe an dem Abend ihrer ersten Begegnung wirklich jemanden gebraucht und fragt, ob sein Leichnam wirklich nebenan liege. Adam bejaht und bittet Harry, wieder mit in seine Wohnung zu kommen und sich den eigenen Leichnam nicht anzusehen. Sie legen sich gemeinsam aufs Bett und Adam beruhigt Harry, ähnlich wie es vorher andersherum geschehen war. Es ertönt der Popsong „The Power of Love“, als Harry, der die Stille im Haus nie ertragen konnte, Adam darum bittet, Musik aufzulegen. Harry hat die Hoffnung, dass Adam glücklich wird. Zum Filmende wird das sich umarmende Paar, begleitet vom Popsong „The Power of Love“ zu einem aufblitzenden Stern am Nachthimmel.

### Literaturvorlage und Drehbuch

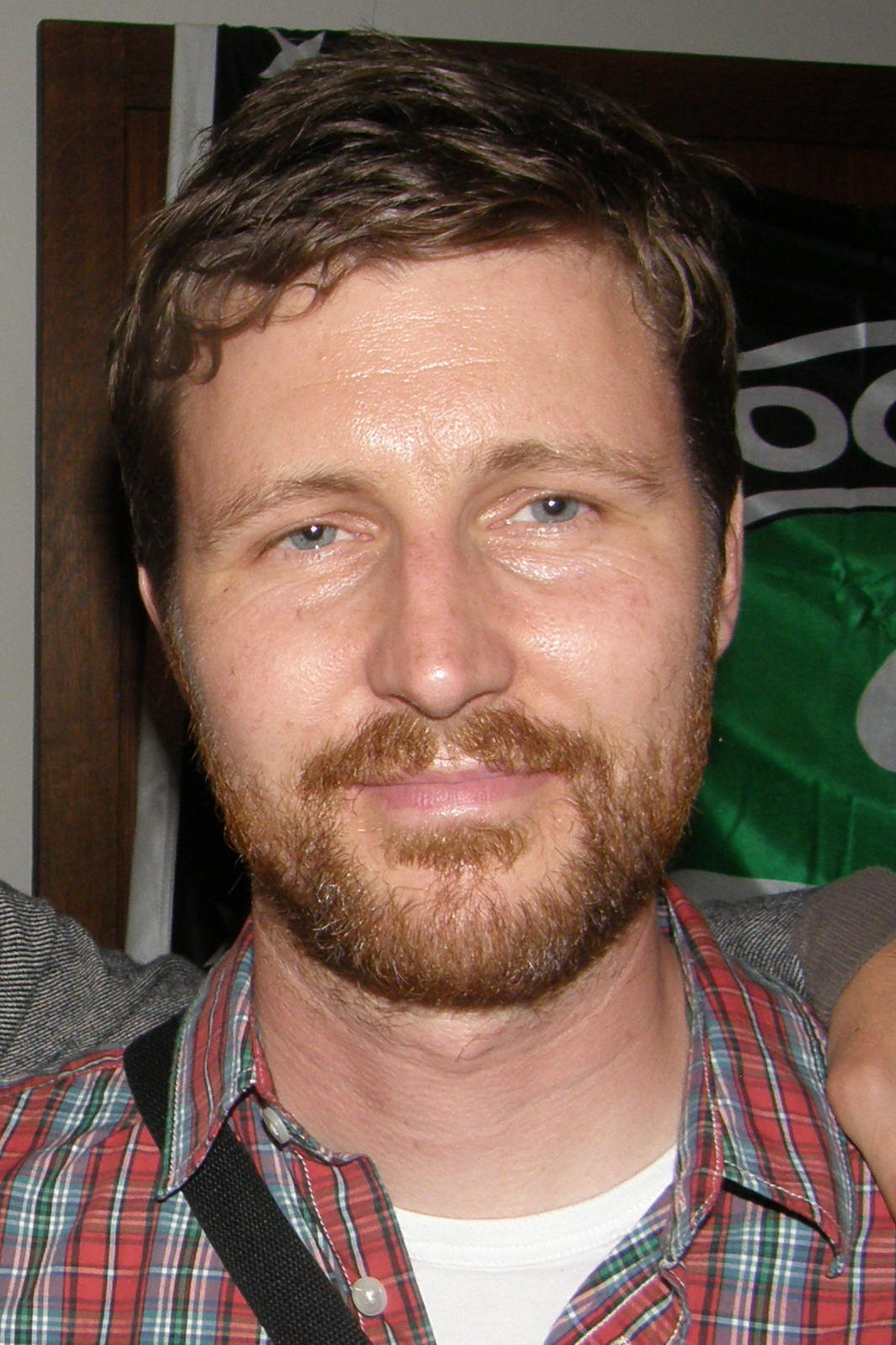
Andrew Haigh (2011)

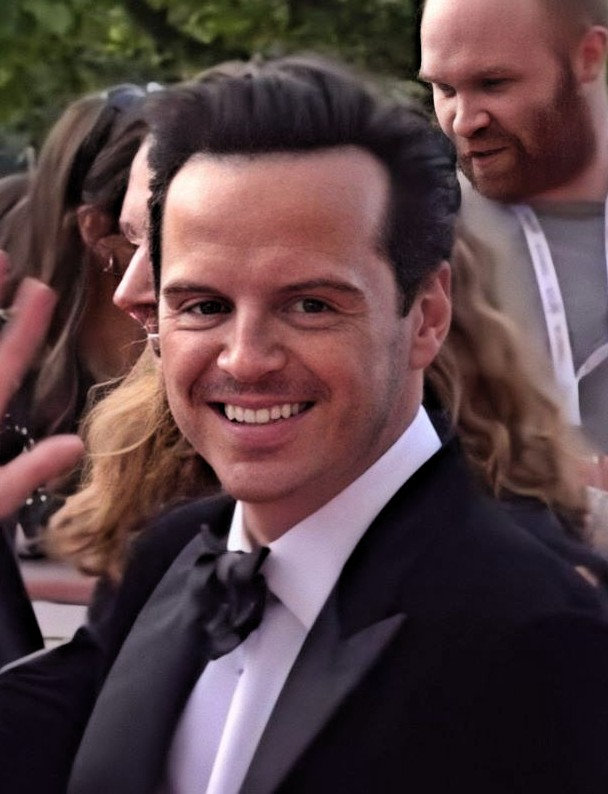
Andrew Scott (2019) übernahm die Hauptrolle des Adam.
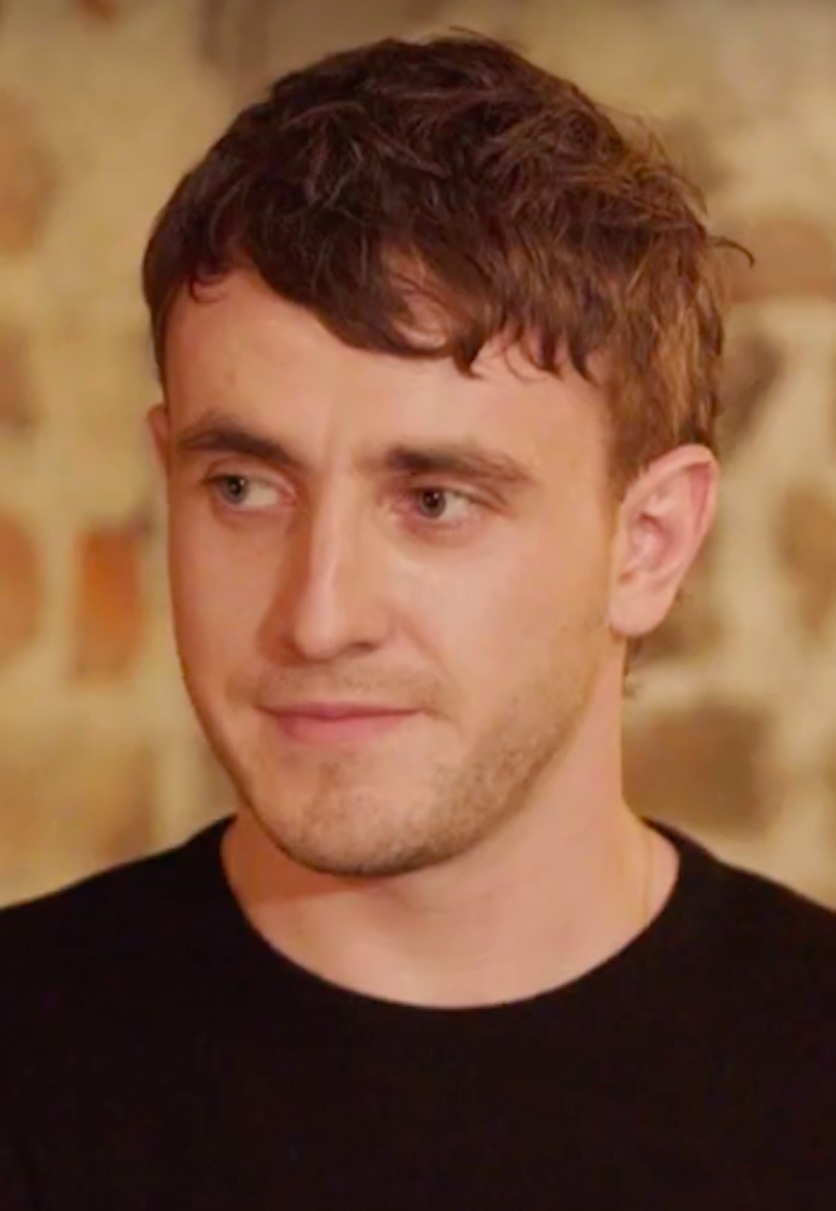
Paul Mescal (2023) spielte dessen Liebhaber Harry.
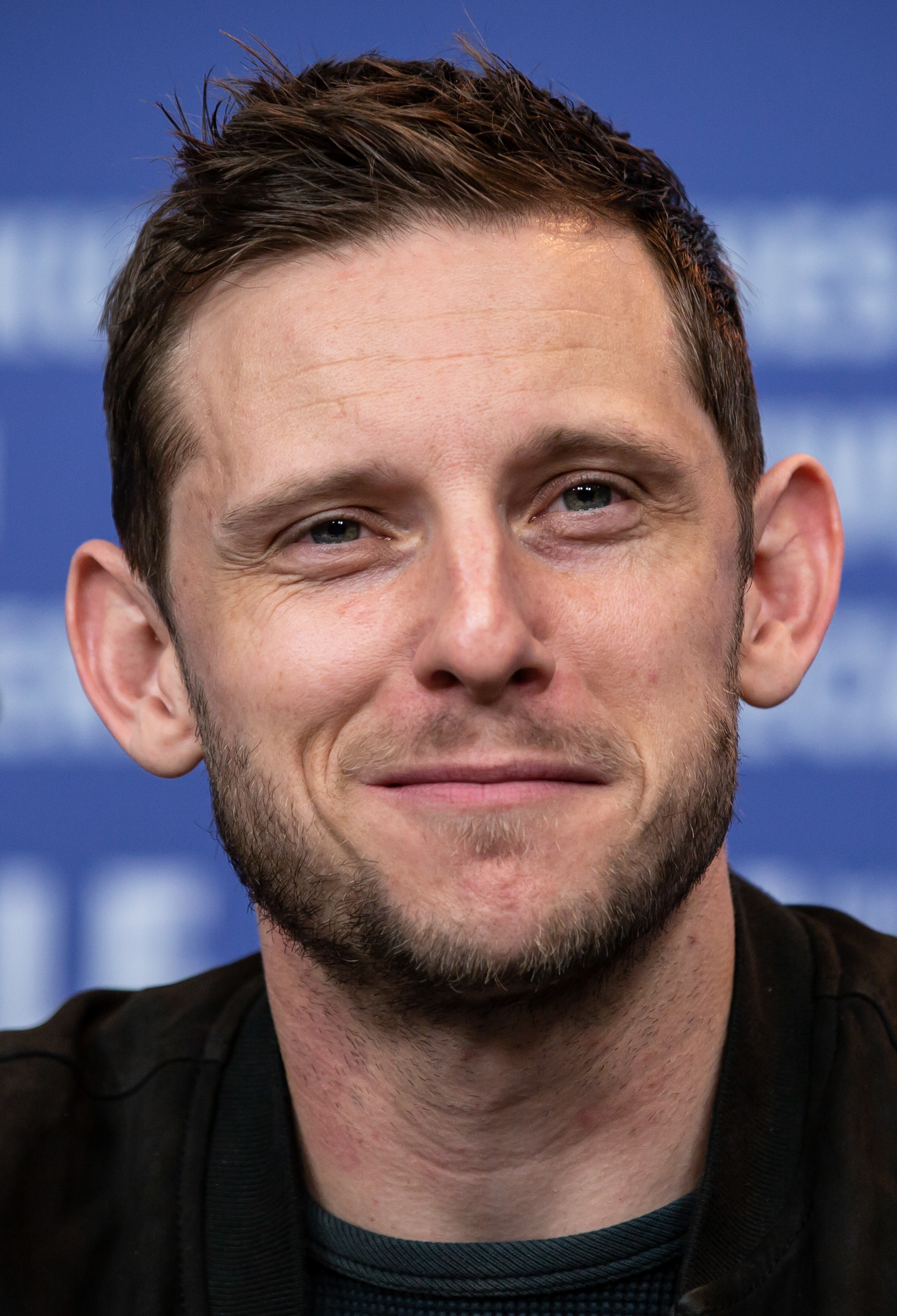
Jamie Bell (2019) ist als Adams Vater zu sehen.
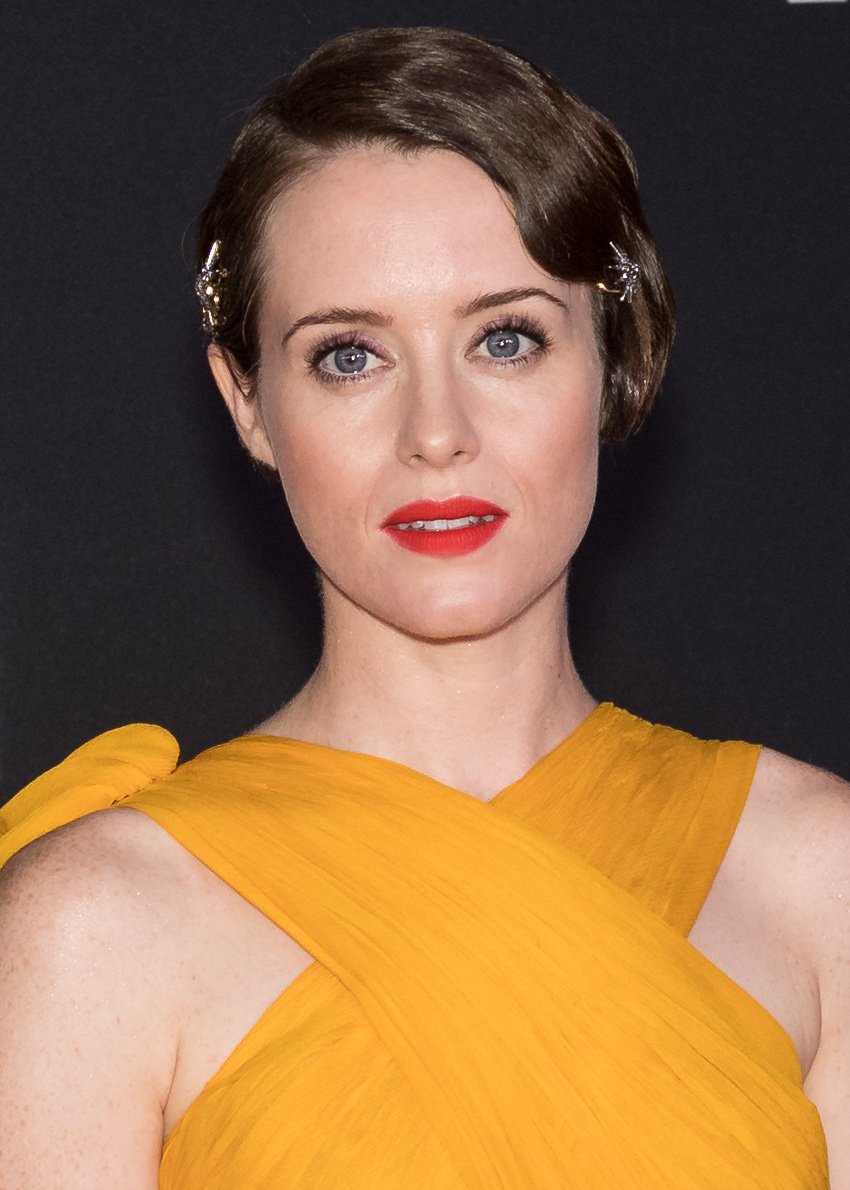
Claire Foy (2018) schlüpfte in die Rolle der Mutter.

## Entstehungsgeschichte